# 紀元前436年
紀元前436年（きげんぜん436ねん）は、ローマ暦の年である。
当時は、「クラッススとコルネリウスが共和政ローマ執政官に就任した年」として知られていた（もしくは、それほど使われてはいないが、ローマ建国紀元318年）。紀年法として西暦（キリスト紀元）がヨーロッパで広く普及した中世時代初期以降、この年は紀元前436年と表記されるのが一般的となった。

## 他の紀年法
- 干支 : 乙巳
- 日本
  - 皇紀225年
  - 孝昭天皇40年
- 中国
  - 周 - 考王5年
  - 秦 - 躁公7年
  - 晋 - 哀公16年
  - 楚 - 恵王53年
  - 斉 - 宣公20年
  - 燕 - 閔公3年
  - 趙 - 襄子40年
  - 魏 - 文侯10年
- 朝鮮
  - 檀紀1898年
- ベトナム :
- 仏滅紀元 : 109年
- ユダヤ暦 : 3325年 - 3326年

## できごと

### ギリシア
- ペリクレスが黒海方面を訪れたことを契機に、アンフィポリスに大規模なアテナイの植民都市が建設された。しかしその場所は、コリントスの影響下にあった植民都市ポティダイア (Ποτίδαια、Potidaea) に、不安を与えるほど近いところにあった。コリントスは、これはアテナイによる間接的な威圧だと受け取った。

## 誕生
- イソクラテス - アテナイの雄弁家（紀元前338年没）